# Sancti Spiritu
Sancti Spiritu (auch Sancti Spiritus) war die erste spanische Siedlung auf dem Territorium des heutigen Argentinien. Sie wurde am 9. Februar 1527 durch Sebastián Gaboto am Ufer des Río Carcarañá gegründet. Die Ruinen, welche durch die Universität von Santa Fe ausgegraben, respektive konserviert wurden, befinden sich 150 Meter von der Einmündung des Flusses in den Rio Coronada und circa sieben Kilometer vom Rio Parana  entfernt, und somit etwa 60 km nördlich des heutigen Rosario. Der Ort musste aber schon im September 1529 wieder aufgegeben werden. Heute befindet sich in der Nähe der Ruinen des Forts die Ansiedlung Puerto Gaboto.

## Geschichte
Die Expedition von Gaboto hatte ursprünglich die Molukken als Ziel, die über die Magellanstraße erreicht werden sollten. Auf der Insel Santa Catalina traf sie jedoch auf Überlebende der Expedition von Juan Díaz de Solís, dem Entdecker des Río de la Plata, der 1517 bei einem Indianerangriff ums Leben gekommen war. Diese berichteten Gaboto von der Sierra de la Plata, einem Gebirge, in dem es große Silbervorkommen geben sollte und mit dem das heutige Bolivien (Potosi?)  gemeint war. Gaboto beschloss daraufhin eigenmächtig, die Expedition zu den Molukken abzubrechen und stattdessen dieses Gebiet zu erobern.
Sancti Spiritu wurde daraufhin, nach der Gründung der Festung San Salvador im heutigen Uruguay, am Ufer des Río Carcarañá als Stützpunkt gegründet. Es bestand aus 20 Häusern und zwei Wachttürmen, in denen zeitweise  etwa 200 Menschen wohnten. Die Beziehungen zu den Indianern der Region waren anfangs sehr freundschaftlich, so halfen diese sowohl beim Bau der Siedlung als auch in der Landwirtschaft mit. In der Kapelle des Ortes wurden die ersten Hochzeiten zwischen Indianern und Spaniern in der Region geschlossen.
Wegen einer Fehleinschätzung von Gaboto, der sich durch die harte Bestrafung der Indianer wegen kleiner Vergehen bei diesen Respekt zu verschaffen versuchte, kippte das Verhältnis zwischen beiden Gruppen. Im September 1529 überfielen Eingeborene die Siedlung im Morgengrauen, die von 30 Soldaten unter dem Kommando der Hauptleute Juan de Junco und Alonso de Santa Cruz mit acht oder zehn Kanonen gehalten wurde, nahmen sie ein und töteten 17 der Konquistadoren. Gaboto und Diego Garcia befanden sich beim Vorfall nicht in Sancti Spiritu. Als sie davon erfuhren, hofften sie, wenigstens San Salvador solange zu halten, bis Nachschub von Spanien eintreffen würde. Dies war jedoch nicht der Fall. Die Krone hatte kein Geld und die Kaufleute in Sevilla hielten das ihre zurück. Somit waren beide Seefahrer gezwungen, nach Spanien zurückzukehren. Dort wurde Sebastian Gaboto wegen der Missachtung der Vorschriften seiner Vorgesetzten, zu den Molukken zu reisen, zu vier Jahren Verbannung verurteilt. Seine Berichte, unter anderem über die Sierra del Plata, beeinflusste zahlreiche Seefahrer, in den folgenden Jahrzehnten nach Südamerika aufzubrechen.
1573 versuchte Jerónimo Luis de Cabrera, den Ort neu zu gründen, um einen Hafen für die gerade entstandene Stadt Córdoba zu erhalten. Wegen eines Streits mit Juan de Garay, dem  zweiten Gründer von Buenos Aires, kam es jedoch nicht dazu. Erst 1891 wurde unter dem Namen Puerto Gaboto wieder eine Siedlung an der Stelle errichtet. Am 4. Februar 1942 erklärte die argentinische Regierung den Ort zu einem Ort von nationaler Bedeutung.

## Sancti Spiritu in der Literatur
Eine in Argentinien verbreitete Legende, die durch den paraguayischen Schriftsteller Ruy Díaz de Guzmán 1610 in einem Gedicht bekannt gemacht wurde, erzählt von der Andalusierin Lucía Miranda, die mit ihrem Ehemann Sebastián Hurtado in Sancti Spiritu lebte. Der Häuptling der örtlichen Indianergruppierung verliebte sich in sie. Da sie ihn aber zurückwies, wurden Lucía und ihr Ehemann getötet. Dies sei laut der Legende der wahre Grund für die Zerstörung von Sancti Spiritu. Es konnte bisher nicht nachgewiesen werden, dass eine Frau an der Expedition beteiligt war. Die Existenz Hurtados ist jedoch belegt.